# Родиос, Панайотис
Панайотис Родиос  (греч.  Παναγιώτης Ρόδιος; 1789, Родос — 1851, Нафплион) — греческий офицер и политик 19-го века.

## Биография
Панайотис Родиос родился на острове Родос, откуда собственно и происходит его фамилия. 
Его отец, Георгиос, был судовладельцем, но после смерти отца, Панайотис не захотел наследовать его морское дело и продал единственное судно семьи. 
Панайотис учился в Смирне в «Филологической гимназии», у Константина Кумаса и Константина Иконому. 
Продолжил свою учёбу в Падуе и Париже, где учился медицине. 
Во время своего пребывания в Париже писал статьи в журнале Эрмис о Логиос (Ερμής ο Λόγιος – Учёный Гермес). 
Одновременно, Родиос делал переводы древних греческих писателей. 
В Париже он познакомился с греческим просветителем Адамантием Кораисом и, через него, с идеями Просвещения.

## Греческая революция
С началом Греческой революции в 1821 году, Родиос отправился в восставшую Грецию, где сформировал свой отряд, который состоял в основном из французских филэллинов. 
Командуя батальоном регулярной армии, принял участие в взятии крепости города Нафплион
.
В звании капитана принял участие в Битве при Пета :В-212. 
После разгрома регулярного корпуса при Пета, недоверие к идее регулярной армии было всеобщим. 
Родиос, находясь при штабе военачальника Караискакиса, сумел в 1825 году получить от правительства Кундуриотиса приказ, давший ему возможность приступить к повторной организации регулярной армии. Этим же приказом и в звании полковника, он был назначен командиром будущего соединения. Хотя желающих вступить в эту часть было много и располагаемых офицеров было предостаточно, её число было ограничено в 500 человек. 
Часть получила имя «Первый греческий регулярный линейный полк» :34. 
В дальнейшем, подал в отставку, отказываясь служить под командованием француза Фавье, назначенного правительством командиром регулярного полка. 
Дослужился до звания генерал-майора. 

## Политическая карьера
В 1824 году Родиос был временным генеральным секретарём Временного правительства, замещая Александра Маврокордатоса. 
В 1828 году и после того как правление Грецией возглавил граф Иоанн Каподистрия, Родиос принял пост военного министра оставаясь на этом посту до 1831 года Находясь на этом посту подавил бунт Цамиса Каратассоса направленный против правителя:276. 
Историография отмечает, что Родиос стоял у окна своего дома, во время убийства Каподистрии. 
Каподистрия видел своих убийц, но гордость не позволила ему сменить свой ежедневный путь в церковь. Присутствие своего верного военного министра дало Каподистрии бо́льшую уверенность:Δ-248.
При баварце короле Оттоне Родиос руководил армейской юстицией. 
Политически принадлежал к так называемой русской партии:364.
Во время Конституционной революции 1843 года был назначен военным комендантом Арголиды. 
Представлял Нафплион на Национальном собрании 1843 года где был избран членом редакционного комитета новой Конституции:414. 
На несколько месяцев вновь возглавил военное министерство в правительстве Александра Маврокордатоса в 1844 году:136 и, позже, в 1848 году, в правительстве Георгия Кундуриотиса :121.
Является автором ряда работ по армейским вопросам, методики боёв организации армии и военного образования. 
Самая известная его работа – «Военный руководитель» (Έφορος στρατιωτικού). 
Родиос умер в Нафплионе в 1851 году.